# نساء قلن لا (مسلسل)
مسلسل نساء قلن لا فكرة وتأليف الدكتورة فوزية الدريع وإعداد نص محمد الكندري ومن إخراج خالد الفضلي ومن إنتاج مجموعة السلام الإعلامية وهي حلقات منفصلة

## قصة المسلسل
ينتمى مسلسل نساء قلن لا الي نوعية الأعمال الدرامية الاجتماعية التي تتناول العديد من القضايا الاجتماعية والاسرية والزوجية في شكل درامى خفيف ويتكون المسلسل من حلقات منفصلة متصلة وفي كل حلقة قصة مختلفة وفكرة جديدة ويناقش أكثر من قضية اسرية بين الازواج والأبناء وغيرها في اطار حبكة درامية شيقة.

## طاقم العمل

### الممثلين
- عبدالإمام عبدالله
- مرام البلوشي
- محمد جابر
- اسمهان توفيق
- عبد الرحمن العقل
- أحلام حسن
- خالد العجيرب
- غدير السبتي
- عبير الجندي
- شهد ياسين
- هدى حمدان
- شوق
- ياسة
- غرور
- أمل محمد
- محمد الشطي
- محمد أشكناني
- طارق أبو بكر
- سلمى سالم
- جنان راشد

### تأليف
- فوزية الدريع. (فكرة)
- محمد الكندري. (اعداد)

### إخراج
- خالد راضي الفضلي. (مخرج)
- طارق أبو بكر. (مساعد مخرج)

### إنتاج
- مجموعة السلام الإعلامية (مسرح السلام)